# Dorothy Carrington
Pour les articles homonymes, voir Carrington.
Frederica Dorothy Violet Carrington, Lady Rose, née le 6 juin 1910 à Cirencester et morte le 25 janvier 2002 à Ajaccio, est une écrivaine britannique ayant vécu en Corse. Elle est une intellectuelle du XXe siècle spécialiste de la culture et l'histoire de la Corse, sur laquelle elle écrit de nombreux livres et articles.

## Jeunesse
Dorothy Carrington est la fille du major-général Sir Frederick Carrington (connu pour son écrasement de la rébellion de Matabele et ami de Cecil Rhodes) et de Susan Elwes. Ses deux parents sont morts alors qu'elle n'a que huit ans. 
Par la suite, elle fait ses études à St Margaret's Hall, Oxford, d'où elle s'enfuit. 
En 1936, elle épouse un Autrichien, Franz Otto Resseguier Waldschutz  dont les propriétés familiales en Pologne ont été détruites pendant la Première Guerre mondiale. Franz part en Rhodésie, en Afrique, où elle le rejoint pour une courte période mais la nature sauvage ne lui convient pas, elle retourne donc en Europe en 1937. Cependant, Franz préfère la Rhodésie et où il développe un domaine appelé Wilton . Finalement, ils divorcent en 1937. 
En secondes noces, elle épouse Darcy Sproul-Bolton qui meurt à la fin des années 1930.
Elle s'imprègne alors du monde de l'art londonien, et organise en 1942 une exposition aux Leicester Galleries, "Imaginative Art since the War". L'un des exposants est le peintre surréaliste Sir Francis Rose, qu'elle épouse peu après. Il est un ami de Gertrude Stein.

## La Corse
En juillet 1948, Dorothy Carrington et Rose effectuent un premier voyage en Corse, dans l'intention d'écrire un livre. 
Et, à partir de 1954, elle s'installe sur l'île à Ajaccio, sans Rose. Ils divorcent en 1966.
En 1971, elle écrit son chef-d'œuvre, Granite Island. Elle écrit ensuite "The Dream Hunters of Corsica," qui examine le côté sombre et menaçant de la psyché corse, et "Napoleon And His Parents On The Threshold Of History".
C'est en partie grâce à son travail, que les archéologues français sont incités à se rendre en Corse et étudier le site mégalithique de Filitosa.
Dorothy Carrington est membre de la Royal Historical Society et de la Royal Society of Literature. En 1986, elle est faite Chevalier de l'Ordre des Arts et des Lettres. L'Université de Corse lui décerne un doctorat honorifique en 1991 et la Reine la fait membre de l'ordre de l'Empire Britannique.
Granite Island remporte le prix Heinemann.

## Œuvres
- L’œil du voyageur (1947)
- La souris et la sirène (1948)
- La Corse - Le Guide Complet (1962)
- Granite Island: Portrait Of Corsica (en) (1971)